# Bartenslebener Forst
Koordinaten: 52° 15′ 52″ N, 11° 7′ 18″ O
Der Bartenslebener Forst ist ein Naturschutzgebiet in der Gemeinde Erxleben im Landkreis Börde in Sachsen-Anhalt.
Das Naturschutzgebiet mit dem Kennzeichen NSG 0012 ist rund 200,79 Hektar groß. Es ist nahezu deckungsgleich mit dem 204 Hektar großen FFH-Gebiet „Bartenslebener Forst im Aller-Hügelland“. Das Naturschutzgebiet wird vollständig vom Landschaftsschutzgebiet „Harbke-Allertal“ umgeben. Das Gebiet steht seit dem 1. Mai 1961 unter Schutz. Zuständige untere Naturschutzbehörde ist der Landkreis Börde.
Das Naturschutzgebiet liegt nordwestlich von Erxleben und südöstlich von Weferlingen. Es stellt ein Waldgebiet mit kleinräumig wechselnden Waldgesellschaften unter Schutz. Auf grundwasserfernen Standorten wird es von Rotbuchenwald, auf grundwassernahen Standorten von Stieleichen-Hainbuchenwald geprägt. Daneben stocken auch Fichten- und Lärchenforste im Naturschutzgebiet. Die Krautschicht der Rotbuchenwälder wird z. B. von Schattenblumen, Heidelbeere, Haarhainsimse, Pillensegge und zahlreichen Moosen gebildet. Die Stieleichen-Hainbuchenwälder stellen sich in unterschiedlichen Waldgesellschaften dar. Die Krautschichten werden hier u. a. durch Widertonmoose auf mesotrophen Standorten und Waldreitgras auf sandigen Lehmböden gebildet. Auf wechselfeuchten Standorten haben sich teilweise dichte Strauchschichten mit Rasenschmiele, Sumpfpippau, Erdbeerfingerkraut, Deutsches Geißblatt und Hohe Schlüsselblume entwickelt.
In alten, wassergefüllten Erdfällen haben sich Niedermoore mit Torfmoosrasen entwickelt. Hier sind Igelsegge, Fieberklee, Scheidiges Wollgras, Rundblättriger Sonnentau und Moosbeere zu finden. An den Rändern der Erdfälle wachsen Erlen, Röhrichte und Reitgräser.
Das Waldgebiet ist Lebensraum für Kranich und Waldwasserläufer.